# Concepción Arenal
Concepción Arenal de Ponte (Ferrol, 31 de gener de 1820 - Vigo, 4 de febrer de 1893) va ser una escriptora gallega, precursora del moviment feminista a Espanya.

## Biografia
Va nàixer en una modesta casa del barri conegut com a Ferrol Vello. Son pare, Ángel del Arenal, va ser un eminent militar que va patir moltes vegades presó per la seua ideologia liberal i pel fet d'estar en contra del règim monàrquic absolutista del rei Ferran VII. A conseqüència de les estades a la presó, va caure malalt i va morir l'any 1829, de manera que Concepción va restar òrfena de pare a 8 anys. L'any 1829 va marxar amb sa mare, de qui va rebre una fèrria formació religiosa, a Armaño (Cantàbria). Sa mare era d'origen noble, germana del comte de Vigo. El 1834 la mare es va traslladar a Madrid amb les seues dues filles: Concepción i Antonia (Luisa, la tercera, havia mort). A Madrid, Concepción va estudiar en un col·legi per a senyoretes. Set anys després va entrar, contra la voluntat de la mare, com a oient a la Facultat de Dret de la Universitat Central (actual Universitat Complutense de Madrid), vestint robes masculines, ja que en aquella època l'educació universitària estava prohibida a les dones. Vestida també d'home, Concepción va participar en tertúlies polítiques i literàries, lluitant així contra el que estava establert en l'època per a la condició femenina.
A la universitat, Concepción Arenal va conèixer l'home que esdevindria el seu espòs. L'any 1848 es casa amb Fernando García Carrasco, home capaç de comprendre i d'acceptar l'actitud combativa de Concepción davant les injustícies de la seua època. Concepción tenia vint-i-vuit anys i el seu espòs quaranta. Fernando García Carrasco era advocat i periodista d'ideologia liberal. El matrimoni va tenir diversos fills, però tots menys un van morir precoçment. El supervivent, Fernando García Arenal, va ser enginyer de Camins, Canals i Ports.
Concepción Arenal i el seu marit van col·laborar plegats en el periòdic liberal Iberia, fins que l'any 1857 Fernando va morir de tuberculosi i Concepción Arenal es va quedar sola i sense recursos. Forçada a vendre les seues possessions d'Armaño per les dificultats econòmiques que travessava, es va traslladar a casa del violinista Jesús de Monasterio a Potes (Cantàbria), on va fundar l'any 1859 el grup femení de les Conferències de Sant Vicent de Paül per ajudar els pobres. Dos anys després, el 1861, l'Academia de Ciencias Morales y Políticas la va premiar per la seua memòria La beneficència, la filantropia i la caritat. Era la primera vegada que l'Acadèmia premiava una dona.
L'any 1863 va esdevenir la primera dona a rebre el títol de visitadora de presons de dones, càrrec que va ocupar fins al 1865. Posteriorment va publicar llibres de poesia i assaig com Cartas a los delincuentes (1865), Oda a la esclavitud (1866) —que va ser premiada per la Societat Abolicionista de Madrid—, El reo, el pueblo y el verdugo o La ejecución de la pena de muerte (1867). L'any 1868 va ser nomenada inspectora de cases de correcció de dones, i tres anys després, el 1871, va començar a col·laborar amb la revista La Voz de la Caridad, de Madrid, en la qual va escriure durant catorze anys sobre les misèries del món que l'envoltava.
L'any 1872 va fundar la Constructora Benéfica, una societat que es dedicava a la construcció de cases barates per a obrers. Posteriorment també va col·laborar organitzant a Espanya la Creu Roja dels Socors, per als ferits de les guerres carlines, i es posà al front d'un hospital de campanya per als ferits de guerra a Miranda de Ebro. El 1877 va publicar Estudios penitenciarios.
Amb Concepció Arenal naix el feminisme a Espanya, perquè des de jove va lluitar per trencar els cànons establerts per a la dona, rebel·lant-se contra la tradicional marginació del sexe femení, i reivindicant la igualtat en totes les esferes socials per a la dona.
Va morir el 4 de febrer de 1893 a Vigo, i va ser soterrada al cementiri de Pereiro (Vigo). És el seu epitafi el lema que la va acompanyar durant tota la seua vida: A la virtut, a una vida, a la ciència.

## Obra[2]
- Fábulas en verso originales, Madrid, Tomás Fortanet. 1851.
- La beneficencia, la filantropía y la caridad, Madrid, Imprenta del Colegio de Sordo-Mudos y de Ciegos, 1861.
- Manual del visitador del pobre, Madrid, Imprenta de Tejado, 1863.
- Manuel du visiteur du pauvre, París, Ambroise Bray Libraire-Editeur, 1864.
- Cartas a los delincuentes, A Coruña, Imprenta del Hospicio, 1865.
- El reo, el pueblo y el verdugo, o la ejecución pública de la pena de muerte, Madrid, Establecimiento Tipográfico de Estrada, Díaz y López, 1867.
- La voz que clama en el desierto, A Coruña, Tipografía de la Casa de Misericordia, 1868.
- Examen de las bases aprobadas por las Cortes, para la reforma de las prisiones, Madrid, Imprenta de la Revista de Legislación, 1869.
- La mujer del porvenir. Artículos sobre las conferencias dominicales para la educación de la mujer, celebradas en el Paraninfo de la Universidad de Madrid, Sevilla-Madrid, Eduardo Perié-Félix Perié, 1869.
- Estudios penitenciarios, Madrid, Imprenta de T. Fortanet, 1877.
- La cárcel llamada Modelo, Madrid, Imprenta de T. Fortanet, 1877.
- Las colonias penales de la Australia y la pena de deportación, Madrid, Imprenta y Librería de Eduardo Martínez, 1877.
- «La récidive en Espagne.» al Bulletin de la Société Générale des Prisons, 6 (juny de 1878), pp. 575-586.
- Ensayo sobre el derecho de gentes, Madrid, Imprenta de la Revista de Legislación, 1879.
- «Hay Irlanda, pero no Cobden.» La Ilustración Gallega y Asturiana, 34 (8 de disembre de 1880), pp. 418-419.
- «Mi vida. A... que me pedía con insistencia apuntes para escribir mi biografía.» a La Ilustración Gallega y Asturiana, 31 (8 de novembre de 1880), p. 385.
- Cuadros de la guerra, Àvila, Imprenta de la Propaganda Literaria, 1880.
- La cuestión social. Cartas a un obrero y a un señor, Àvila, Imprenta de la Propaganda Literaria, 1880.
- La instrucción del pueblo, Madrid, Real Academia de Ciencias Morales y Políticas (Tip. Guttenberg), 1881.
- Lettre à M. Le Directeur General de L'Administration Pénitentiaire D'Espagne, Bulletin de la Société Générale des Prisons, 4 (abril de 1883), pp. 468-475.
- La mujer de su casa, Madrid, Gras y Compañía Editores, 1883.
- «Idea del cielo.» a l'Almanaque de las damas para 1885, Puerto Rico, Imprenta y Librería de José González Font, 1884.
- «Clinique criminelle.» al Bulletin de la Société Générale des Prisons, nº 7 (novembre de 1886), pp. 857-866.
- «Psychologie comparée du délinquant.» al Bulletin de la Société Générale des Prisons, 5 (maig de 1886), pp. 647-655.
- «La educación de la mujer.» al Boletín de la Institución Libre de Enseñanza, T. XVI (1892), pp. 305-312.
- «El delito colectivo.» Madrid, La España Moderna, 1892.
- Manuel du visiteur du prisonnier, París, Au Secrétariat de l'Oeuvre des Libérées de Saint-Lazare, 1893.
- «El visitador del preso.» Madrid, La España Moderna, 1894.
- Obras Completas, Madrid, Librería de Victoriano Suárez, 1894-1913.
- «Estado actual de la mujer en España.» al Boletín de la Institución Libre de Enseñanza, T. XIX (1895), pp. 239-252.
- Informes presentados en los Congresos Penitenciarios de Estocolmo, Roma, San Petersburgo y Amberes, Madrid, Librería de Victoriano Suárez, 1896.
- El pauperismo, Madrid, Librería de Victoriano Suárez, 1897.
- «A Méndez Núñez.» a Vigo y doña Concepción Arenal. El libro de la velada (10 de setembre de 1897), Madrid, Establecimiento Tipográfico de la viuda e hijos de Manuel Tello, 1898.
- La igualdad social y política y sus relaciones con la libertad, Madrid, Librería de Victoriano Suárez, 1898.
- «Juicio crítico de las obras de Feijoo.» a Antología popular, Buenos Aires, Editorial Galicia, 1966.
- Dios y libertad, Pontevedra, Diputación Provincial, 1996.